# 温鹏程
温鹏程（1962年—），广东新兴人，汉族，中华人民共和国企业家，现广东温氏集团股份有限公司名誉董事长。
曾任第十一至十三届全国人大代表、云浮市政协副主席。